# Alsamora
Alsamora o Alzamora es una localidad española del municipio de Sant Esteve de la Sarga, perteneciente a la provincia de Lérida, en la comunidad autónoma de Cataluña.

## Descripción

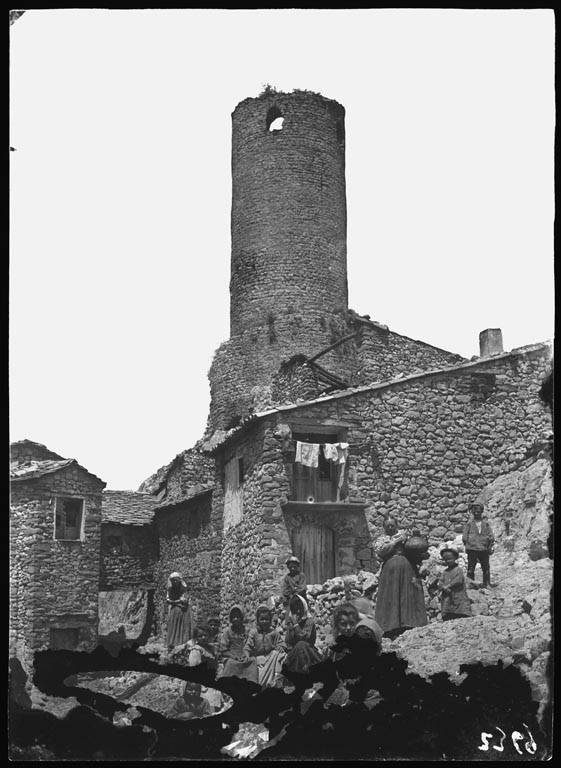
Alsamora a finales del o comienzos del

A mediados del siglo XIX, el lugar, por entonces con ayuntamiento propio, tenía contabilizada una población de 51 habitantes. La localidad aparece descrita en el segundo volumen del Diccionario geográfico-estadístico-histórico de España y sus posesiones de Ultramar de Pascual Madoz de la siguiente manera:

ALZAMORA: l. con ayunt. de la prov., y dióc. de Lérida (16 leg.), part. jud. de Tremp (6), aud. terr. y c. g. de Cataluña (Barcelona 42): sit. en la pendiente set. de la montaña llamada de Monsech, donde le combaten principalmente los vientos del E. y O., hallándose resguardada de los restantes por elevarse otro cerro en direccion opuesta á dicha montaña: su clima es destemplado, por cuya razon propende á calenturas catarrales y dolores reumáticos: tiene 17 casas de un solo piso, de mediana fáb., las cuales forman una pequeña plaza y una calle mal empedrada, en cuya mitad solo hay una línea de aquellas; una igl. parr. bajo la advocacion de San Estéban Protomártir, que tiene por aneja la de Chía, servida por un cura párroco, y un sacristan nombrado por el primero : el curato es de segundo ascenso, y se provée por S. M. mediante oposicion en concurso general; contiguo á la igl., y en parage ventilado, se halla el cementerio; y dios ermitas, cuyos edificios ninguna particularidad ofrecen; en los afueras de la pobl., y á muy corta dist., hay una fuente, cuyas aguas de buena calidad utilizan los vec. para surtido de sus casas; en la parte opuesta á estas se levanta un escarpado peñasco, en cuya cima hay un terreon, que se dice fué construido en tiempo de los sarracenos: confina el térm. por N. con el de Clusa, por E. con el de San Estéban de Sarga, por S. con el de Ager, y por O. con el de Monreveitg; su estension de N. á S. es de 1 3/4 de hora, y de E. á O. 3/4; en esta circunferencia se encuentra un barranco, cuyas aguas, que solamente fluyen durante el invierno, corren hácia el O. hasta reunirse al r. Noguera Ribagorzana: no causa daño por la profundidad de su cáuce; el cual, ademas se halla bordeado de peña viva: el terréno participa de monte y llano, es pedregoso, árido y poco fértil, escepto en los valles, donde rinde comunmente el 5 por 1 de sembradura; se cultivan 300 jornales, y con el agua sobrante de dos escasas fuentes que hay en el térm. se riegan unos pocos huertos; tiene bosque, el cual ademas de proporcionar leña para combustible, prod. encinas, con cuyo fruto se cria bastante ganado de cerda; en el mismo se hacen varias roturaciones, pero de escaso provecho: cruza por el pueblo el camino que desde Ager conduce al puente de Montañá y demas pobl. de la ribera del Noguera Ribagorzana; es de herradura y se encuentra en mal estado: prod. trigo, centeno, cebada, avena, patatas, vino de mala calidad, legumbres, poco aceite, algunas frutas, y hortaliza; cria, ademas del ganado de cerda, lanar y cabrio, el vacuno y mular necesarios para las labores: hay caza de liebres, conejos y perdices, muchos lobos y otros animales dañinos: pobl.: 10 vec., 51 alm.: cap. imp.: 11,683 rs.: contr.: con 1,379 rs. 26 mrs., incluso el presupuesto municipal. Celebra este pueblo su fiesta principal el tercer domingo de octubre.
(Madoz, 1845, p. 216)

## Demografía
| Gráfica de evolución demográfica de Alsamora entre 1842 y 1910 |
| |
| Población de derecho según los censos de población del INE Población de hecho según los censos de población del INEEntre el censo de 1857 y el anterior, crece el término del municipio porque incorpora a 25196 (Sant Pere de la Sarga), 255012 (Alsina), 255053 (Beniure), 255106 (Castellnou de Monsech), 255130 (Cla), 255168 (Estorm), 255260 (Montreveig), 255266 (Moró), 255368 (Torre de Amargos). Entre el censo de 1920 y el anterior, este municipio desaparece porque cambia de nombre y aparece como el municipio 25196 (Sant Esteve de la Sarga) |

La localidad, perteneciente hoy día al municipio de Sant Esteve de la Sarga, en 2018 tenía empadronados 9 habitantes.